# PAL Airlines (Canada)
PAL Airlines is een Canadese regionale luchtvaartmaatschappij met als basis St. John's in de provincie Newfoundland en Labrador. De maatschappij was vroeger gekend als Provincial Airlines.
De centrale hub is St. John's International Airport, maar ook Montréal-Pierre Elliott Trudeau International Airport, Halifax Stanfield International Airport en CFB Goose Bay / Goose Bay Airport zijn hubs.
PAL Airlines heeft twee dochtermaatschappijen, namelijk Air Borealis en PAL Aerospace.

## Vloot (2017)
- 9 Beechcraft King Air 200 toestellen
- 10 Bombardier Q Series toestellen
- 6 de Havilland Canada DHC-6 Twin Otter toestellen
- 1 Cessna Citation II
- 1 Cessna Citation X
- 1 Fairchild Swearingen Metroliner